# Scelio nigriscutellum
Scelio nigriscutellum är en stekelart som beskrevs av Alan Parkhurst Dodd 1913. Scelio nigriscutellum ingår i släktet Scelio och familjen Scelionidae. Inga underarter finns listade i Catalogue of Life.